# Gémination
Pour les articles homonymes, voir Géminé.
 (mars 2024).
Si vous disposez d'ouvrages ou d'articles de référence ou si vous connaissez des sites web de qualité traitant du thème abordé ici, merci de compléter l'article en donnant les références utiles à sa vérifiabilité et en les liant à la section « Notes et références ».
En phonétique, la gémination est une unité suprasegmentale consistant en un redoublement de consonne, laquelle possède ainsi une durée accrue perceptible à l'oreille. C'est un cas particulier de la quantité consonantique longue car on dit d'une consonne qu'elle est géminée quand, phonologiquement parlant, la consonne longue est répartie entre la fin (ou coda) d'une syllabe et le début (ou attaque) de la syllabe suivante. Par exemple, dans un mot qu'on analyserait [kalla], la consonne /l/ serait géminée dans un découpage en syllabes [kal.la].
Dans l'alphabet phonétique international, les géminées sont le plus souvent notées par le redoublement du symbole notant la consonne concernée, ce qui les distingue des consonnes longues, dont le symbole est suivi par le signe habituel d'allongement [ː]. Cette distinction n'est cependant pas systématique et dépend de l'analyse phonologique privilégiée par le  transcripteur.
De nombreuses langues utilisent la gémination pour distinguer des mots (constituant des paires minimales) : par exemple, l'italien, le finnois, le suédois, le norvégien, l'arabe (šadda), le pali, le japonais, l'estonien, etc.

## Corrélation avec la quantité vocalique
Dans certaines langues, la gémination est mise en relief par une corrélation à la quantité de la voyelle précédente. En italien, par exemple, c'est le cas lorsque la voyelle porte l'accent tonique : la voyelle accentuée s'allonge devant une consonne simple, et elle est brève devant une géminée comme devant tout autre groupe de consonnes : fata /ˈfata/ [ˈfaːta] « fée » ~ fatta /ˈfatta/ [ˈfat.ta] « faite ». Le suédois et le norvégien font généralement aussi de même.
Ce n'est pas le cas de toutes les langues comportant des géminées. En finnois, par exemple, la gémination et la quantité vocalique sont toutes deux distinctives, et varient indépendamment. On peut donc avoir des oppositions telles que ceci :
- tuli /tuli/ [ˈtuli] « feu » avec consonne simple et voyelle brève ;
- tuuli /tuːli/ [ˈtuːli] « vent » avec consonne simple et voyelle longue ;
- tulli /tulli/ [ˈtul.li] « douane » avec consonne géminée et voyelle brève ;
- tuulla /tuːlla/ [ˈtuːl.lɑʔ] « souffler » avec consonne géminée et voyelle longue.

## En français
En français, la gémination n'est généralement pas phonologique et ne permet donc pas de distinguer des mots : elle est le plus souvent paralinguistique et correspond, le cas échéant, à un accent d'insistance (« c'est terrifiant » réalisé [ˈtɛʁʁifiɑ̃]) ou répond à des critères d'hypercorrection : on « corrige » sa prononciation, en dépit de la phonologie usuelle, pour être plus proche d'une réalisation que l'on se figure plus correcte : ainsi, le mot illusion se prononce parfois [illyˈzjɔ̃] par influence de la graphie.
Toutefois, la gémination est distinctive dans certains cas:
- pour certains verbes à radical en -r, elle fait la différence entre l'imparfait (courais /ku.ʁɛ/) du conditionnel (courrais /kuʁ.ʁɛ/), et éventuellement du futur (courrai /kuʁ.ʁe/);
- pour les verbes à radical en /j/ (-y), elle distingue l'indicatif (croyons) du subjonctif (croyions);
- elle marque la présence du pronom objet de troisième personne du singulier élidé dans les énoncés du type « elle l'a lu » /ɛl l‿a ly/, par opposition à « elle a lu » /ɛl a ly/;
- elle peut aussi advenir avec « de », si la consonne suivante est une plosive homorganique (assez couramment, de toute façon /d̥ːut.fa.sɔ̃/).